# Centuriazione del territorio di Mantova
(Virgilio, Bucoliche, IX, 28)
La centuriazione di Mantova è l'organizzazione agraria, attuata nel corso del I secolo a.C., del territorio di Mantua, l'odierna Mantova. Il terreno veniva diviso in centurie, quadrati di circa 710 metri di lato, da ripartire in poderi destinati ai coloni, spesso legionari in congedo.

## L'agro di Mantova
In epoca romana l'area dell'attuale provincia di Mantova non era un territorio omogeneo. Il cosiddetto ager mantuanus infatti comprendeva in realtà, rispetto all'estensione attuale, una zona più ristretta, i cui confini sono tuttora imprecisi e di incerta delimitazione.
Sulla scorta dei dati epigrafici e dei limiti diocesani medievali, si sono ipotizzati con un certo margine di sicurezza il confine occidentale e quello meridionale, che correvano rispettivamente lungo il corso del fiume Oglio e lungo il corso antico del Po, il quale fluiva più a meridione rispetto ad oggi.
Di più incerta definizione sono la zona orientale e quella settentrionale, al confine con gli agri di Brescia e di Verona. Verso est un confine parrebbe essere il corso del Mincio, ma alcuni studiosi credono che qui il limite dell'agro mantovano potesse corrispondere con quello attuale della provincia. Dei ritrovamenti epigrafici inducono a ritenere di pertinenza dell'agro bresciano gli estremi settentrionali del territorio mantovano, a partire dalle località di Medole e Guidizzolo verso nord ed ovest.
È assodata l'attribuzione del Viadanese al territorio della colonia di Cremona, mentre l'appartenenza di Ostiglia all'agro veronese è tramandata da un passo delle Historiae di Tacito, che assicura che Hostilia era vicus Veronensium. È escluso dall'agro mantovano l'Oltrepò, che in antico era compreso nel territorio emiliano.
Il nucleo principale del paesaggio centuriato era l'urbs, cioè Mantua, il centro politico-amministrativo-religioso, intorno al quale gravitavano gli insediamenti minori – vici – e i complessi rustici – villae -.

## Storia
Nell'imperversare delle guerre civili, che seguirono per lungo tempo la morte di Cesare, quasi tutto il territorio mantovano fu confiscato ai vecchi proprietari e distribuito ai veterani. Per consenso della tradizione la confisca rappresentò in qualche misura la continuazione di quella interessante le terre cremonesi, probabilmente nel 40 a.C., e ne fu quindi contemporanea o di poco posteriore.
Ottaviano, dopo la vittoria di Filippi, infatti, si trovò di fronte al problema di dover sistemare in Italia una enorme massa di veterani che, come premio di congedo, reclamavano le terre promesse; egli ripiegò sulla soluzione più facile ma anche più violenta, cioè cacciò dai loro terreni i legittimi proprietari, per sostituirli con i suoi vecchi soldati. Questa sorte toccò anche a Mantova che, a causa della sua vicinanza a Cremona, si vide sottrarre parte delle sue terre non bastando, nell'assegnazione ai veterani, quelle cremonesi.
Echi di questi avvenimenti si trovano anche nell'opera di Virgilio, in particolare nelle Bucoliche. Nel grande poeta mantovano si trova la testimonianza letteraria della espropriazione di terre e della conseguente divisione agraria avvenuta nell'agro di Mantova: egli si fece portavoce di tutti quei coloni che, come lui, furono costretti a cedere le loro terre ad ignoti nuovi possessori.
(Virgilio, Bucoliche, I, 3-4)
(Virgilio, Bucoliche, I, 70-71)

## Tracce sul terreno

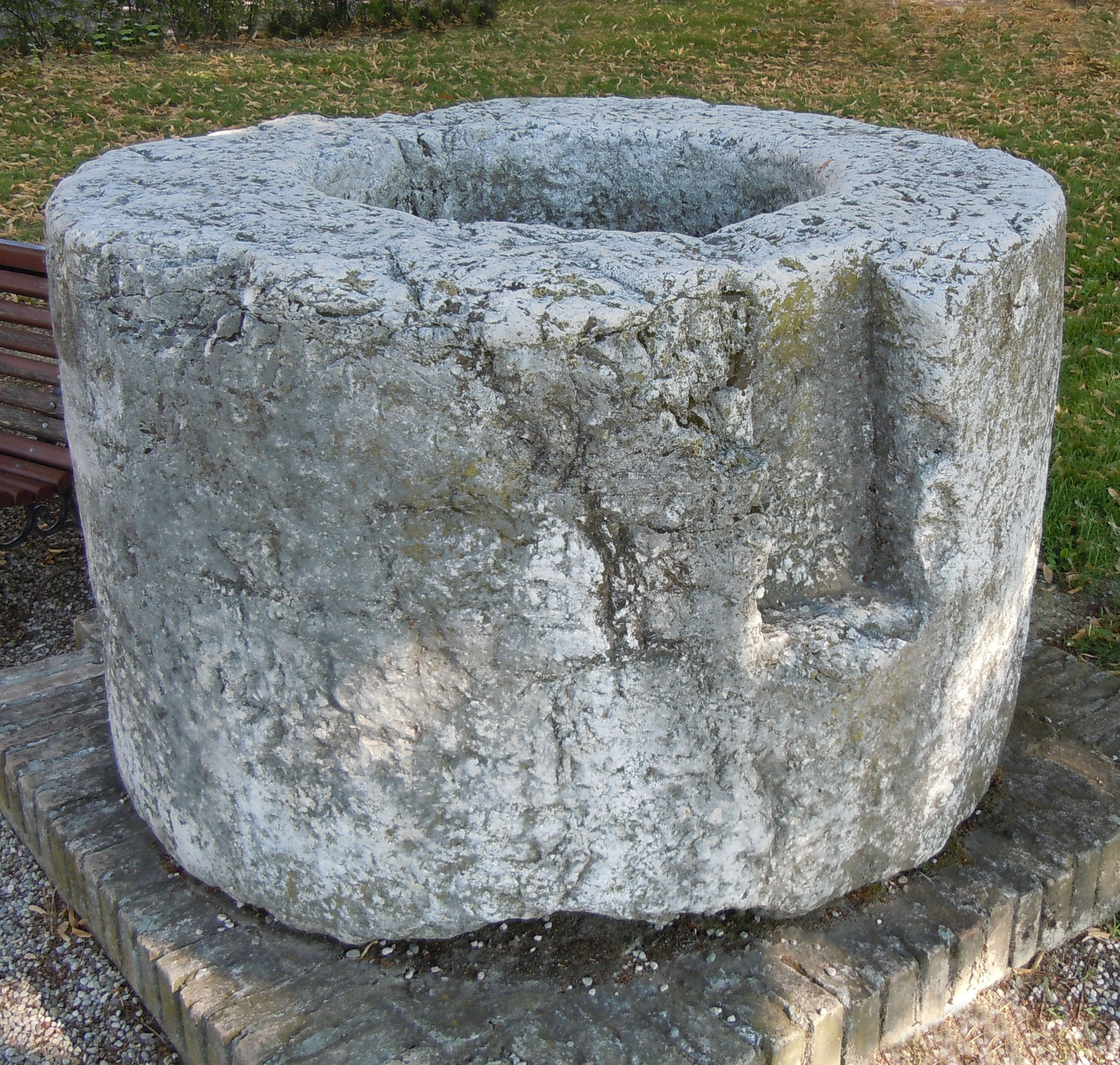
Cippo gromatico di età romana collocato nei giardini pubblici di Castel Goffredo

Questo avvenimento, fondamentale nella storia della antica Mantova, ha lasciato evidenti tracce sul terreno, ove l'archeologia, soprattutto con l'ausilio della fotografia aerea, ha rivelato l'esistenza nell'agro mantovano di un paesaggio uniformemente orientato.
Sulle carte geografiche a grande scala colpisce la regolarità di vie maggiori e minori, di filari e fossati, di cui molti corrono parallelamente tra loro, molti si incontrano ortogonalmente. L'ampia area fra i fiumi Mincio da un lato e Chiese e Oglio dall'altro, su cui si nota un paesaggio uniformemente orientato, induce a pensare a un vasto piano di sistemazione del suolo e di distribuzione delle terre. È questo, appunto, il piano realizzato in epoca triumvirale con la massiccia deduzione di veterani nell'agro mantovano. Non si può peraltro escludere una precedente limitatio del territorio, probabilmente posteriore all'89 a.C..
La regione, che presenta più evidenti i resti della centuriazione, si trova a nord della Via Postumia: qui sono state infatti individuate, e sono in effetti anche riscontrabili anche percorrendo le attuali strade rurali, precise tracce di centuriazione nel territorio ad ovest del capoluogo Mantova lungo l'asse della Via Postumia, che passa tuttora per Gazoldo degli Ippoliti e Goito.
Nei pressi di Piubega, ad esempio, nell'ordine dei cardini – gli assi nord-sud -, si rintracciano alcune linee ben marcate sul terreno, a intervalli regolari di circa 1250 metri. Se ne distinguono almeno sei successive: la prima passante per Molinello Sotto, la terza per Birbesi di Guidizzolo, la quarta per Piubega, la sesta per Corte Levriero di Piubega. La ragione della particolare evidenza di queste linee risale con molta probabilità ad età romana. All'interno di queste confinazioni più evidenti è possibile rintracciare altri limites, non sempre così evidenti, ma paralleli e ricorrenti ad intervalli di 250 metri.
All'interno delle centurie si identifica spesso, specialmente a nord della Via Postumia, oltre ai due limites nella direzione dei cardini, anche un limes mediano nella direzione dei decumani – gli assi est-ovest -.

## Estensione della centuriazione

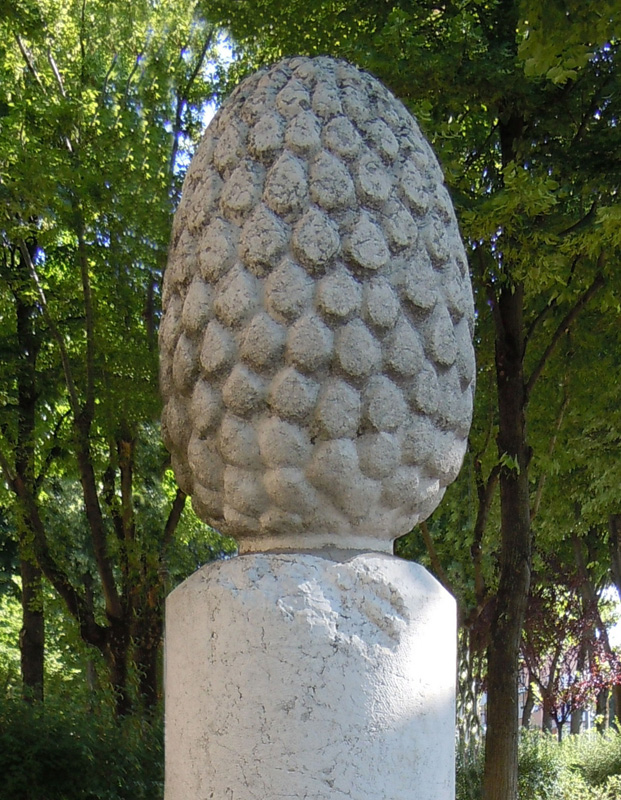
La pigna, segnacolo funebre di epoca romana collocato nei giardini pubblici di Castel Goffredo

I resti permettono di distinguere ancora oggi almeno tre parti della centuriazione: una a nord-ovest della Via Postumia, una seconda a sud-est della Postumia fino al Mincio e al corso inferiore dell'antico Osone, una terza fra quest'ultimo e la confluenza del Mincio e del Po.
La centuriazione, che si spingeva forse fino a poco più di mille metri dalla città di Mantova, non riguardò invece le regioni dal rilievo irregolare, le colline, le terre lungo i fiumi, ricoperte da boschi e soggette a impaludamenti e alla divagazione dei corsi d'acqua, come testimoniano sia gli antichi, sia l'attuale toponomastica. In particolare le fasce lungo il fosso Osone, l'Oglio, il Chiese, il Po e il Mincio non vennero centuriate per una notevole estensione di terreno.
Nel complesso la centuriazione doveva comprendere un numero di centurie oscillanti fra 600 e 650, per un totale di 315 —340 km².

## Decumano e cardine massimi
È possibile che il decumano massimo dell'intera centuriazione di Mantova vada rintracciato nei resti di vie di diversa importanza, che si interrompono e riprendono da Molinello di Casaloldo fin oltre Sarginesco di Castellucchio.
Più arduo è individuare il cardine massimo: per Tozzi esso coincide sostanzialmente con la strada in parte ancora rettilinea che congiunge Mariana Mantovana a Ceresara; Mutti Ghisi invece lo sposta più a est, ritenendo che esso partisse vicino a San Michele in Bosco di Marcaria.

## Misura delle centurie
Fissare la misura della centuria dell'ager mantuanus è difficile a motivo della diseguale conservazione delle tracce e della impossibilità di identificare con certezza il cardine e il decumano massimi. Fra tutte, due misure si impongono per ragioni diverse: quella di 20 per 20 e quella di 20 per 21 actus: la prima, perché è la più comune e contiene esattamente quattro sortes di 50 iugeri, che si sa essere stata ampiamente adottata nelle assegnazioni triumvirali; la seconda, perché, se la centuriazione mantovana deve essere intesa quale continuazione di quella cremonese, è probabile abbia ripreso non solo gli stessi schemi tecnici, ma anche le stesse misure di distribuzione, nell'intento di non suscitare contrasti e gelosie fra veterani.
Per Tozzi, l'esame dei resti avvalorerebbe la seconda ipotesi, mentre la Mutti Ghisi propende per la prima.

## Orientamento
Si fa notare che l'orientamento dell'agro centuriato è difforme da quello della Postumia che lo attraversa; si può ritenere che, mentre per la seconda sia prevalsa l'opportunità infrastrutturale – il collegamento rettilineo cioè tra il passo dell'Oglio, presso Calvatone – forse l'antica Bedriacum -, e Verona -, per la prima sia prevalsa la funzionalità idraulico-agraria, che suggeriva di orientare i decumani secondo la linea di massima pendenza. Questo perché, in un territorio di pianura soggetto a regime idraulico instabile, problema fondamentale era facilitare e non contrastare lo scolo delle acque.
Infatti i limites della centuriazione mantovana mostrano una forte declinazione, attorno ai 34°, rispetto al N-S e all'E-O astronomici, nettamente al di fuori dell'excursus annuale del sole. Esclusa necessariamente la spiegazione astronomica e religiosa, tale orientamento per l'appunto può ricondursi persuasivamente alla inclinazione del suolo.
Infatti il territorio che si estende fra il Chiese e l'Oglio da un lato e il Mincio da un altro, solcato dal corso dell'Osone, presenta da nord a sud una pendenza progressivamente decrescente, da ovest a est una pendenza spesso lieve e insufficiente a un buon deflusso delle acque. Mediante la forte declinazione dei cardini da NNE e SSO e dei decumani da ONO ed ESE gli agrimensori tentarono di realizzare su un'ampia area un più regolare ed equilibrato scorrimento delle acque, condizione prima dell'irrigazione e quindi della produttività del terreno.

## Popolamento
Appare anche difficile che l'ager mantuanus fosse popolato in modo uniforme: anche solo la maggiore regolarità della centuriazione a settentrione della via Mantova-Cremona induce a pensare a un indice di popolamento maggiore nella regione dell'attuale Alto Mantovano, fino al confine con la Silva Lucana. Non è probabilmente un caso che ancora oggi proprio qui la popolazione sia più numerosa e più fitti i centri abitati, sorgenti generalmente in prossimità delle antiche direttrici della limitatio romana: in prossimità dei cardini: Piubega, Ceresara, Casaloldo, Redondesco; in prossimità dei decumani: Mariana Mantovana, Medole, Cerlongo di Goito, Gazoldo o all'incrocio di cardine e decumano: Castel Goffredo.

## La centuriazione oggi
Oggi la lettura dell'orientamento, più complessa per gli insediamenti rurali, difficilmente riconducibili alla matrice più antica, è invece più agevole sulla trama idrico-stradale-fondiaria. I tre elementi canale-fiume, tracciato stradale e lotto, si fondono in un unico reticolo in genere isoorientato che costituisce uno tra gli elementi di più radicata permanenza degli antichi modi di uso del territorio rurale.
Le testimonianze degli insediamenti romani, per quanto interessanti, - tracce di ville rustiche nelle zone moreniche, e presso Mosio di Acquanegra sul Chiese e Gazoldo -, non sono comunque tali da ipotizzare connessioni tra gli stessi e la successiva, lenta, oscura progressione di antropizzazione del territorio; la stessa centuriazione in alcune aree è rimasta a sostegno dell'ordito territoriale, in altre pare vinta dalla dominanza della variazioni idrografiche o da direttrici varie di altra matrice.